# Base de la Fuerza Aérea Grand Forks
Grand Forks AFB es un lugar designado por el censo ubicado en el condado de Grand Forks en el estado estadounidense de Dakota del Norte y una base de la Fuerza Aérea estadounidense. En el censo de 2010 tenía una población de 2367 habitantes y una densidad poblacional de 112,38 personas por km².

## Geografía
Grand Forks AFB se encuentra ubicado en las coordenadas 47°57′18″N 97°23′12″O / 47.95500, -97.38667. Según la Oficina del Censo de los Estados Unidos, Grand Forks AFB tiene una superficie total de 21.06 km², de la cual 21.06 km² corresponden a tierra firme y (0%) 0 km² es agua.

## Demografía
Según el censo de 2010, había 2367 personas residiendo en Grand Forks AFB. La densidad de población era de 112,38 hab./km². De los 2367 habitantes, Grand Forks AFB estaba compuesto por el 77.1% blancos, el 10.18% eran afroamericanos, el 0.51% eran amerindios, el 2.83% eran asiáticos, el 0.72% eran isleños del Pacífico, el 2.87% eran de otras razas y el 5.79% pertenecían a dos o más razas. Del total de la población el 10.01% eran hispanos o latinos de cualquier raza.